# Elin Haf Gruffydd Jones
Elin Haf Gruffydd Jones   (Bermudes, 1967) és una sociolingüista gal·lesa i presidenta de la Xarxa Europea d'Igualtat Lingüística. És catedràtica de la Universitat de Gal·les Trinity Saint David i directora del Centre d'Estudis Gal·lesos i Celtes Avançats. Es va endinsar en el món de les llengües minoritzades com a investigadora de la xarxa Mercator i forma part del grup d'experts de la Carta europea de les llengües regionals o minoritàries.